# Searcy megye
Searcy megye az Amerikai Egyesült Államokban, azon belül Arkansas államban található. Megyeszékhelye és legnagyobb városa Marshall. Lakosainak száma 7828 fő (2020. április 1.). Searcy megye Marion, Pope, Van Buren, Baxter, Stone, Boone és Newton megyékkel határos.

## Népesség
A megye népességének változása:
| Lakosok száma | 8184 | 8083 | 8026 | 8023 | 7869 | 7828 |
|               | 2010 | 2011 | 2012 | 2013 | 2015 | 2020 |